# Estación Serrano (Chile)
Serrano fue una estación ferroviaria correspondiente al Longitudinal Norte ubicada en la comuna de Diego de Almagro, en la Región de Atacama, Chile. La estación fue parte de la extensión de las vías entre el sistema de ferrocarriles de la estación Salado-estación Diego de Almagro, lo que posteriormente la conllevó a ser parte del Longitudinal Norte. Actualmente la estación no se encuentra en operaciones.

## Historia
La estación fue parte de los trabajos de extensión iniciados en 1897, con los cuales se procedió a construir una vía de férrea que se extiende desde estación Salado hasta lo que hoy es la estación Diego de Almagro, que incluyó además la construcción de otra vía que se extiende desde la estación Empalme N° 2 —emplazada en el tramo entre las dos estaciones— hacia la estación Inca de Oro. Estas obras terminaron de construirse y fueron entregadas para su uso en 1904.
La estación fue denominada Angostura hasta 1916, cuando mediante decreto del 4 de febrero fue renombrada como Serrano. En mapas de 1929 y 1958 se presenta la existencia de esta estación.
La estación fue suprimida mediante decreto del 28 de agosto de 1954. No existen servicios que crucen por la estación; solo quedan los cimientos del edificio, así como estructuras de distribución y almacenamiento de agua.

## Etimología
El nombre de la estación proviene del apellido de Ignacio Serrano, teniente mártir que se encontraba a bordo de la corbeta Esmeralda cuando esta fue hundida durante la Guerra del Pacífico.